# Freixenet de Segarra
Freixenet de Segarra es una localidad española perteneciente al municipio leridano de Sant Guim de Freixenet, en Cataluña.

## Historia
Se encuentra en el término municipal leridano de Sant Guim de Freixenet, en la comunidad autónoma de Cataluña.
Antaño era cabecera de un municipio, el cual tenía hacia mediados del siglo XIX una población de 48 habitantes. Aparece descrito, bajo el nombre de Freixanet, en el octavo volumen del Diccionario geográfico-estadístico-histórico de España y sus posesiones de Ultramar de Pascual Madoz de la siguiente manera:

FREIXANET: llamado vulgarmente Freixanet y Altadill: l. que forma ayunt. con otros varios pueblos, y del cual es este cab. de destrito en la prov. de Lérida (10 leg.), part. jud. de Cervera (2), aud. terr. y c. g. de Cataluña (Barcelona 14 1/2), dióc. de Tarragoa (13 y 1/2). sit. á la falda de un cerro dominado principalmente por los vientos de S. y O., y de clima, aunque algo frio, saludable. Tiene 18 casas é igl. parr. (Sta. Maria) servida por un cura y 2 beneficiados de nombramiento de S. M. y del diocesano en concurso general: tiene por anejos los pueblos de San Gium y Rabasa; el cementerio está unido á la igl. Confina el térm. N. Monpalau; E. San Guim de la Rabasa; S. Rabasa, y O. Montlleo. El terreno es áspero, y en general de mala calidad; hallándose en él algun arbolado de robles, encinas y pinos. Los caminos dirigen á Cervera y Calaf, en mal estado; y la correspondencia la reciben del primero de estos puntos, por un encargado que pasa á recogerla dos veces á la semana. prod.: vino, centeno, cebada, escaña y poquísimas patatas; se mantiene el ganado vacuno preciso para la labranza, y hay caza de algunos conejos y perdices en abundancia. pobl.: 7 vec.. 48 alm. cap. imp.: 42,366 rs. contr.: el 14'28 por 100 de esta riqueza. presupuesto municipal: 1,310 rs. que se cubren por reparto entre los vecinos de los pueblos que forman ayuntamiento.
(Madoz, 1847, p. 182)

Según el INE la entidad singular de población asociada tenía en 2021 una población de 48 habitantes, mientras que el núcleo de población tenía 32.